# موش صحرایی تایوانی
موش صحرایی تایوانی (نام علمی: Apodemus semotus) نام یک گونه از تیره موشان است.